# Delírium (álbum)
Delírium es el primer trabajo discográfico de la banda Delírium. El original salió en formato de casete, pero luego se grabó en disco compacto incluyendo las canciones "El  Elegido" y "Cruz Blanca", esta últimas grabadas en 1993 con Diego Navas como vocalista.

## Sencillos
1. Resistol
2. Años de Cizaña
3. Privados del Rostro
4. Hermanos en el dolor
5. Espejos
6. Puerta al infierno
7. El Psicópata
8. Desde la oscuridad

## Sencillos adicionales
9. El Elegido
10. Cruz Blanca
- Datos: Q5474883